# Leucophenga apicifera
Leucophenga apicifera är en tvåvingeart som först beskrevs av Adams 1905.  Leucophenga apicifera ingår i släktet Leucophenga och familjen daggflugor. Inga underarter finns listade i Catalogue of Life.